# (2079) Jacchia
(2079) Jacchia est un astéroïde de la ceinture principale.

## Description
(2079) Jacchia est un astéroïde de la ceinture principale. Il fut découvert le 23 février 1976 à Harvard par l'observatoire de l'université Harvard. Il présente une orbite caractérisée par un demi-grand axe de 2,60 UA, une excentricité de 0,08 et une inclinaison de 13,3° par rapport à l'écliptique.

## Compléments